# 회원현
회원현(檜原縣)은 지금의 창원시 마산 지역 일대의 옛 지명으로 합포(合浦)라는 이름으로 더 알려졌다. 마산 지역의 2개구 이름인 회원과 합포는 모두 이들 옛 이름에서 유래했다.

## 유래
합포의 첫 이름은 골포(骨浦)였다. '골짜기 사이의 포구'란 뜻으로, 육지 깊숙히 들어온 마산만(馬山灣)의 안쪽에 포구가 위치한 것을 가리키는 말이었다. 옛날에는 骨자와 合자가 우리말로 음이 같았기 때문에 골포가 합포로 변했다는 설이 있다. 다른 설로는 합포(合浦)가 蛤浦로도 쓰였던 것을 근거로 조개 등 해산물을 상징하는 의미인 '합개'에서 기원했다는 설과 신라 경덕왕의 행정명칭 개편 때 한대(漢代) 이래로 합포(合浦)가 청렴한 수령이 다스리는 고장의 이름으로 인식되어온 것에서 따왔다는 설도 있다. 현재 합포라는 이름은 한때 합포동과 합성동으로 남아 있었으나, 2010년 7월 1일 통합 창원시가 출범하면서 창원시 마산합포구가 되었다.
마산이란 지명이 행정명칭으로 쓰이기 시작한 것은 일제강점기인 1910년부터이지만, 마산이란 말은 조선시대 문헌인 세종실록, 동국여지승람 등에 마산창(馬山倉), 마산포(馬山浦) 등으로 언급되어 있다. 조선 초기 문헌에 이러한 명칭이 쓰여있는 것으로 미루어 볼 때, 마산이라는 명칭은 적어도 고려시대부터 쓰이기 시작했고 이는 고려시대에 이 지역에 조창이 설치된 것과 관련이 깊다는 설이 유력하다. 지금의 수출자유지역 후문에 선박 정착장인 굴강이 있었고 여기에 세공미를 수송하는 조창이 있었는데, 이곳을 마산창(馬山倉)이라 하였다. 조선시대에 조창이 지금의 어시장 쪽으로 이동한 후에는 포구를 가리키던 마산포(馬山浦)라는 말이 지명으로 굳어지게 되었고, 결국 마산이 합포란 지명을 대신하게 되었다는 것이다.

## 옛 마산시의 역사

### 고대
- 마산 현동, 구산, 진동, 진북 등지에 청동기 시대의 취락과 고인돌 유적이 확인되었다. 마산 자산동의 환주산성에서는 붉은 채색토기가 발굴되었다.

- 변진시대에 미오야마국(彌烏邪馬國), 또는 주조마국의 영역으로 추정된다. 미오야마국은 종래에 고령군 일대로 추정되지만 고령군 일대에는 반로국이 있었고 미오야마국은 일각에서 창원, 마산 일대라고 주장되기도 한다. 주조마국은 현재 김천시 조마면이 유력한데 변진12국의 소국 나열 순서에 구야국과 안라국 사이에 있다는 이유로 창원, 마산 일대라고도 추정되지만 근거는 희박하다.

- 미오야마국이 구야국의 압박으로 국읍을 마산시 성호동의 환주산성으로 이전하고 지명을 따라 국명도 골포국(骨浦國)으로 개칭했다. 골포국 시대에 회원동 일대에서 철광이 있었고 창원의 성산패총에서 야철지가 발견되었다. 현동(縣洞) 일대에서는 주거지와 고분등이 확인되어 철기와 토기류가 출토되었다.

- 골포국은 남해안의 7국과 공모해 포상팔국을 결성하고 리더가 되었다. 포상팔국은 한동안 가야연맹에서 이탈해 가야및 신라와 항쟁하다가 패배해 다시 가야연맹에 들어갔다.

- 대가야국- 후기가야연맹 당시에 창원 일대를 중심으로 탁순국(卓淳國)이 들어섰다. 탁순국은 골포국의 후신으로 여겨진다. 골포는 탁순국의 영역이 되었다.

- 금관가야가 신라에 합병당하고 백제가 하동의 대사일대로까지 진출하는 등, 외세의 가야위협이 가중되자 탁순국은 안라국 중심의 남가야에 가맹했다. 탁순국은 신라의 남가야 병합에 즈음해 신라에 항복했다.

### 중세
- 신라는 옛 탁순국 영역을 일원으로 굴자군(屈自郡)을 설치했다. 이후 골포는 현(縣)이 되어서 굴자군의 영현이 되었다.

- 757년 경덕왕 16년 행정체제 개편으로 합포현(合浦縣)으로 개명하고  구성면 일대에 성법부곡(省法部曲)이 들어서게 되어 이전 굴자군인 삽량주 의안군(義安郡)의  영현이 되었다.

- 신라 말기에 고운 최치원(崔致遠)선생이 합포에 일시 거주한 적이 있다. 경남대 앞에 월영대(月影臺)라는 표석을 써서 세웠는데 마산 일대의 월(月)자가 들어가는 지명은 이에서 파생되었다.

- 후삼국 시대에 창원시 토월동의 진례산성(進禮山城)을 중심으로 김해의 지역호족인 김인광(金仁匡)이 가락국의 후예를 자처하며 금관가야를 세우고 마산까지 지배했던 적이 있다. 선종9산 중에 하나로 창원시 봉림동의 봉림사(鳳林寺)는 그에 의해 창건되었다. 그의 이후에는 소충자(蘇忠子)·소율희(蘇律熙)형제가 이를 대신했다.

- 고려 초기에 마산시 서남 삼진 일대가 진해현(鎭海縣)으로 독립했다. 성법부곡(省法部曲)도 구산현(龜山縣)으로 승격되었다.

- 982년 고려 성종 1년 석두창(石頭倉)이라는 조창이 설치되었다.

- 983년 고려 성종2년에 진주목(晉州牧) 관할 하에 들어갔다.

- 1018년 고려 현종 9년 의안군 및 합포현과 웅신현이 금주(金州)의 속군으로 들어갔다. 의안군도 현으로 강등당하고 감무가 설치되었다.

- 1282년 합포가 회원현(檜原縣)으로 김해에서 독립했다. 의안속현도 의창현(義昌縣)으로 같이 독립했다.

- 1350년 충정왕 2년 6월 왜구 20척이 침입해 병영이 소실되는 피해가 난 것을 시작해 여러 차례 왜구의 침입이 있었다.

- 1373년 공민왕 23년에 350척이나 되는 가장 대규모의 왜구의 침입이 있었다.

- 1376년 우왕 2년에서 이듬해까지 인근내륙까지 왜구의 내습이 벌어졌다.

- 1378년 배극렴이 왜구방어를 목적으로 합포성을 축조했다. 합성동이라는 동명은 이에서 유래되었다.

### 근세
- 조선시대인 1408년 조선 태종 8년에 의창과 합병해 창원부(昌原府)가 되었다. 마산시내는 창원부 서면(西面)이 되었다.

- 1592년 임진왜란이 발발했다. 같은 해 음력 5월 합포해전이 벌어졌다.

- 1593년 고니시군(小西軍)의 일부가 전라병사 선거이(全羅兵使 宣居怡)의 조선관군 및 의병대와 마산, 함안일대에서 교전을 벌여 패퇴했다.

- 1597년 다테 마사무네가 용마산에 마산 왜성을 구축했다. 왜란 후 창원부사 김응서 등 주민이 한 명도 일본군에 항복한 사람이 없다는 공이 중앙에 알려져 창원부가 대도호부로 승격되었다.

- 1663년 조선 현종 4년 대동법이 전국으로 확대 시행되면서 남성동(南城洞)에 조창이 설치되었고 이후 이 일대를 마산포(馬山浦)라고 하여 현재의 마산시내의 기반이 되었다.

- 1862년과 1893년 두차례에 걸쳐 민란이 발생했다. 앞의 임술년 창원민란은 실패로 돌아갔지만 후의 계사년 창원민란은 정황상 주모자도 체포되었지만 지역관리가 문책, 숙청되는 등 민중의 요구가 일정부분 수렴된 것으로 여겨진다.

### 근대
- 1894년 동학교도들의 활동이 있었던 것으로 추정된다.

- 1899년 광무 3년 마산포가 개항장이 되어 일본,영국,러시아 영사관이 설치되었다. 마산포는 3국의 각축장이 되었고 이시기부터 현재의 마산시가지가 조성되기 시작했다. 이시기에 외국인에 대한 토지불매동맹이 결성되었고 마산사립일어학교 설립에 대한 반대와 폐쇄운동이 일어났다.

- 1900년 한 러 양국간에 밤구미 조약, 1902년 광무6년 서울에서 마산포 전관 일본거류지 협정서(馬山浦 專管 日本居留地 協定書)등 체결되어  월영동 등지는 일본조계가, 밤구미(栗九味:가포동)에 러시아 조계가 설정되었다.

- 1902년 마산 구강장 수호운동-산호동 일대의 구강장 상권을 일본상인들이 시장을 일본조계 내로 옯겨 탈취하려하자 이에 항거해 1900년에 마산상호회(馬山商護會)가 설립되어 4개월만에 시장이 원위치되어 상권을 수호.

- 1904년 러일전쟁 중에 일본군이 마산포를 장악했다. 동년에 일본영사주재 경찰관이 휴가중에 피습되자 용의자 9명이 강도혐의로 처형당했다.

- 1905년 마산선철도가 개통되었다.

- 1906년 해안매축권 확보투쟁- 마산항민들이 자체적으로 신항을 건설하려던 것을 일본인 弘淸三가 매축허가권을 통감부를 통해 신청해 가로채려 하자 이로 인해 양국간의 외교분쟁을 야기했고 지역주민들도 자본을 결집해 이를 지키려 했으나 결국 이를 빼앗기고 말았다. 대신에 오랫동안 구마산의 상권에서는 일본자본의 유입이 차단되었다.

- 1908년 융희 2년 진해군이 창원부에 편입되었다. 마산민의소(馬山民議所}가 마산항민에 의해 설립되었다.

- 1910년 경술국치와 동시에 창원부가 마산부(馬山府)로 개명했다. 마산민의소가 강제해산당했다. 공회당은 일본인에게 헐값에 넘어가 극장이 되었다.(지금의 시민회관)

- 1911년 진해군항보호를 이유로 마산개항장이 폐쇄되었다.

- 1914년 마산부가 대거 축소되어 도시지역과 외서면만 마산부에 잔류하고 나머지 지역에 창원군이 설치되었다.

- 1919년 3.1운동에 편승해 3.3만세사건. 3월 말일까지 시위및 소요로 100명 이상이 체포, 구금, 4월후순에도 학생운동 발발.

- 동년 4월 3일 마산 삼진[1]의거 , 김수동, 변강섭등 8명 사망, 22명 부상. 일본당국은 부상자치료를 위해 일본인 병원을 지정했으나 시위대 측에서 거부, 삼개면의 면장 주도로 피해자의 치료비등을 갹출.

- 1921년 2월 청산리 승전보 배포사건, 7명 체포

- 1941년 결핵요양원 설립

- 1942년 창원군 창원면, 내서면, 구산면 일부를 마산부에 편입

### 현대
- 해방후인 1945년 8월 17일 건국준비위원회 마산지부 창립. 미 군정 12월 마산시와 인근 5군을 관할로 마산군정청(馬山軍政廳) 설립

- 정부수립후인 1949년 6월 29일 대통령령 제 39호로 개항장으로 재지정

- 동년 8월 15일 마산부가 마산시로 개칭.

- 1950년 북한공산집단의 불법 남침으로 한국 전쟁 발발. 8월 3일~13일 진동 전투, 아군 승리. 이후 함안~진동일대에서 수차의 교전

- 진쟁중 피난민 유입으로 1946년 8만에서 53년 13만으로 인구급증. 낙동강 전선이 유지되는 동안 병참기지화

- 1952년 4월 25일, 시의원 선거. 동년 5월 5일 최초민선 김종신 시장 선출.

- 1960년 3·15 부정선거. 이로 인해 3·15 마산시위 발생. 경찰 발포로 11명 사망, 870명 부상. 시위자및 취재기자 200명 이상 강제구금및 폭행.  북마산 파출소등이 전소. 이튿날 경찰측은 시위대 사체에 불온 삐라를 넣는 등 공산폭동으로 조작기도했으나 실패.

- 4월 11일 마산 앞바다에서 김주열군 사체 발견, 이로 인해 2차 마산시위가 발생하여 경찰서등 주요 관공서가 시위대에 점거, 다음날인 12일에는 부산으로 시위 확산, 이후 서울에서 4·19 혁명으로 확산.

- 1965년 한일합섬유공업 공단 조성

- 1970년 수출자유단지 조성

- 1973년 창원군 3면 전체와 2면 일부가 합병되었다. 해당지역에 마산시 동부 및 남부출장소가 설치. 남해고속도로 개통.

- 1976년 동부 및 남부출장소가 경상남도창원지구출장소로 전환

- 1977년 구마고속도로 개통. 마산중앙역 개업

- 1979년 10월 17일 부산을 시작으로 18일 마산에서 부마항쟁 시작. 20일 마산, 창원지역에 위수령 발표, 24일 132명 검거, 24명 구속. 이후 10·26 사건

- 1980년 경상남도창원지구출장소 동부지역이 창원시로 승격, 분리되었다. 남부지역은 다시 창원군에 환원.

- 1982년 돝섬해상유원지 개업. 마산공설운동장이 전국체전을 위해 준공

- 1987년 저도연륙교 개통

- 1988~9년 사이에 마산만 매립.

- 1989년 5월 인구 증가로 합포, 회원 출장소 설치

- 1990년 회원구와 합포구 개청

- 1994년 마산시립문신미술관 개소

- 1995년 창원군 서부 5면을 통합해 도농복합의 마산시 출범

- 2000년 옆의 김해시, 함안군, 특히 창원시로의 인구 유출로 인해 인구감소추세가 계속되어 구제 폐지. 이후 2001년 한 해를 제외하고 계속 인구 감소추세

- 2003년 국립 3.15 민주묘지 개소. 9월 태풍 매미 상륙

- 2005년 쌀재터널 개통

- 2008년 마창대교 개통

- 2010년 2월 창원, 진해와 통합 결정, 동년 7월 1일 부로 창원시에 마산합포구와 마산회원구로 분할 편입.

## 참고 문헌
- 김부식 (1145), 《삼국사기》 〈잡지제삼 지리일(雜志第三 地理一)〉
- 마산시사[깨진 링크(과거 내용 찾기)]